# Curious Corn
Curious Corn è il settimo album in studio del gruppo musicale britannico Ozric Tentacles, pubblicato nel 1997.

## Tracce
1. Spyroid – 3:47
2. Oolite Grove – 5:57
3. Afroclonk – 8:06
4. Curious Corn – 10:56
5. Oddentity – 7:00
6. Papyrus – 5:32
7. Meander – 5:12